# 1981 год
1981 (ты́сяча девятьсо́т во́семьдесят пе́рвый) год  по григорианскому календарю — невисокосный год, начинающийся в четверг. Это 1981 год нашей эры, 1‑й год 9‑го десятилетия XX века 2‑го тысячелетия, 2‑й год 1980‑х годов. Он закончился 44 года назад.
| Пн | Вт | Ср | Чт | Пт | Сб | Вс |
|    |    |    | 1  | 2  | 3  | 4  |
| 5  | 6  | 7  | 8  | 9  | 10 | 11 |
| 12 | 13 | 14 | 15 | 16 | 17 | 18 |
| 19 | 20 | 21 | 22 | 23 | 24 | 25 |
| 26 | 27 | 28 | 29 | 30 | 31 |    |

| Пн | Вт | Ср | Чт | Пт | Сб | Вс |
|    |    |    |    |    |    | 1  |
| 2  | 3  | 4  | 5  | 6  | 7  | 8  |
| 9  | 10 | 11 | 12 | 13 | 14 | 15 |
| 16 | 17 | 18 | 19 | 20 | 21 | 22 |
| 23 | 24 | 25 | 26 | 27 | 28 |    |

| Пн | Вт | Ср | Чт | Пт | Сб | Вс |
|    |    |    |    |    |    | 1  |
| 2  | 3  | 4  | 5  | 6  | 7  | 8  |
| 9  | 10 | 11 | 12 | 13 | 14 | 15 |
| 16 | 17 | 18 | 19 | 20 | 21 | 22 |
| 23 | 24 | 25 | 26 | 27 | 28 | 29 |
| 30 | 31 |    |    |    |    |    |

| Пн | Вт | Ср | Чт | Пт | Сб | Вс |
|    |    | 1  | 2  | 3  | 4  | 5  |
| 6  | 7  | 8  | 9  | 10 | 11 | 12 |
| 13 | 14 | 15 | 16 | 17 | 18 | 19 |
| 20 | 21 | 22 | 23 | 24 | 25 | 26 |
| 27 | 28 | 29 | 30 |    |    |    |

| Пн | Вт | Ср | Чт | Пт | Сб | Вс |
|    |    |    |    | 1  | 2  | 3  |
| 4  | 5  | 6  | 7  | 8  | 9  | 10 |
| 11 | 12 | 13 | 14 | 15 | 16 | 17 |
| 18 | 19 | 20 | 21 | 22 | 23 | 24 |
| 25 | 26 | 27 | 28 | 29 | 30 | 31 |

| Пн | Вт | Ср | Чт | Пт | Сб | Вс |
| 1  | 2  | 3  | 4  | 5  | 6  | 7  |
| 8  | 9  | 10 | 11 | 12 | 13 | 14 |
| 15 | 16 | 17 | 18 | 19 | 20 | 21 |
| 22 | 23 | 24 | 25 | 26 | 27 | 28 |
| 29 | 30 |    |    |    |    |    |

| Пн | Вт | Ср | Чт | Пт | Сб | Вс |
|    |    | 1  | 2  | 3  | 4  | 5  |
| 6  | 7  | 8  | 9  | 10 | 11 | 12 |
| 13 | 14 | 15 | 16 | 17 | 18 | 19 |
| 20 | 21 | 22 | 23 | 24 | 25 | 26 |
| 27 | 28 | 29 | 30 | 31 |    |    |

| Пн | Вт | Ср | Чт | Пт | Сб | Вс |
|    |    |    |    |    | 1  | 2  |
| 3  | 4  | 5  | 6  | 7  | 8  | 9  |
| 10 | 11 | 12 | 13 | 14 | 15 | 16 |
| 17 | 18 | 19 | 20 | 21 | 22 | 23 |
| 24 | 25 | 26 | 27 | 28 | 29 | 30 |
| 31 |    |    |    |    |    |    |

| Пн | Вт | Ср | Чт | Пт | Сб | Вс |
|    | 1  | 2  | 3  | 4  | 5  | 6  |
| 7  | 8  | 9  | 10 | 11 | 12 | 13 |
| 14 | 15 | 16 | 17 | 18 | 19 | 20 |
| 21 | 22 | 23 | 24 | 25 | 26 | 27 |
| 28 | 29 | 30 |    |    |    |    |

| Пн | Вт | Ср | Чт | Пт | Сб | Вс |
|    |    |    | 1  | 2  | 3  | 4  |
| 5  | 6  | 7  | 8  | 9  | 10 | 11 |
| 12 | 13 | 14 | 15 | 16 | 17 | 18 |
| 19 | 20 | 21 | 22 | 23 | 24 | 25 |
| 26 | 27 | 28 | 29 | 30 | 31 |    |

| Пн | Вт | Ср | Чт | Пт | Сб | Вс |
|    |    |    |    |    |    | 1  |
| 2  | 3  | 4  | 5  | 6  | 7  | 8  |
| 9  | 10 | 11 | 12 | 13 | 14 | 15 |
| 16 | 17 | 18 | 19 | 20 | 21 | 22 |
| 23 | 24 | 25 | 26 | 27 | 28 | 29 |
| 30 |    |    |    |    |    |    |

| Пн | Вт | Ср | Чт | Пт | Сб | Вс |
|    | 1  | 2  | 3  | 4  | 5  | 6  |
| 7  | 8  | 9  | 10 | 11 | 12 | 13 |
| 14 | 15 | 16 | 17 | 18 | 19 | 20 |
| 21 | 22 | 23 | 24 | 25 | 26 | 27 |
| 28 | 29 | 30 | 31 |    |    |    |

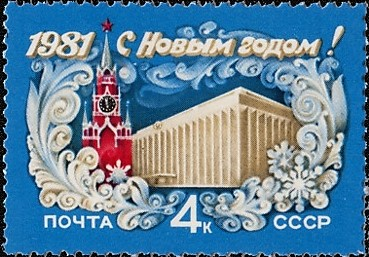
Почтовая марка СССР

ООН объявила 1981 год Международным годом инвалидов.

## События

### Январь
- 1 января

Флаг Палау

  - Греция вступила в Европейское экономическое сообщество[2][3].
  - Палау получило самоуправление[4][5].

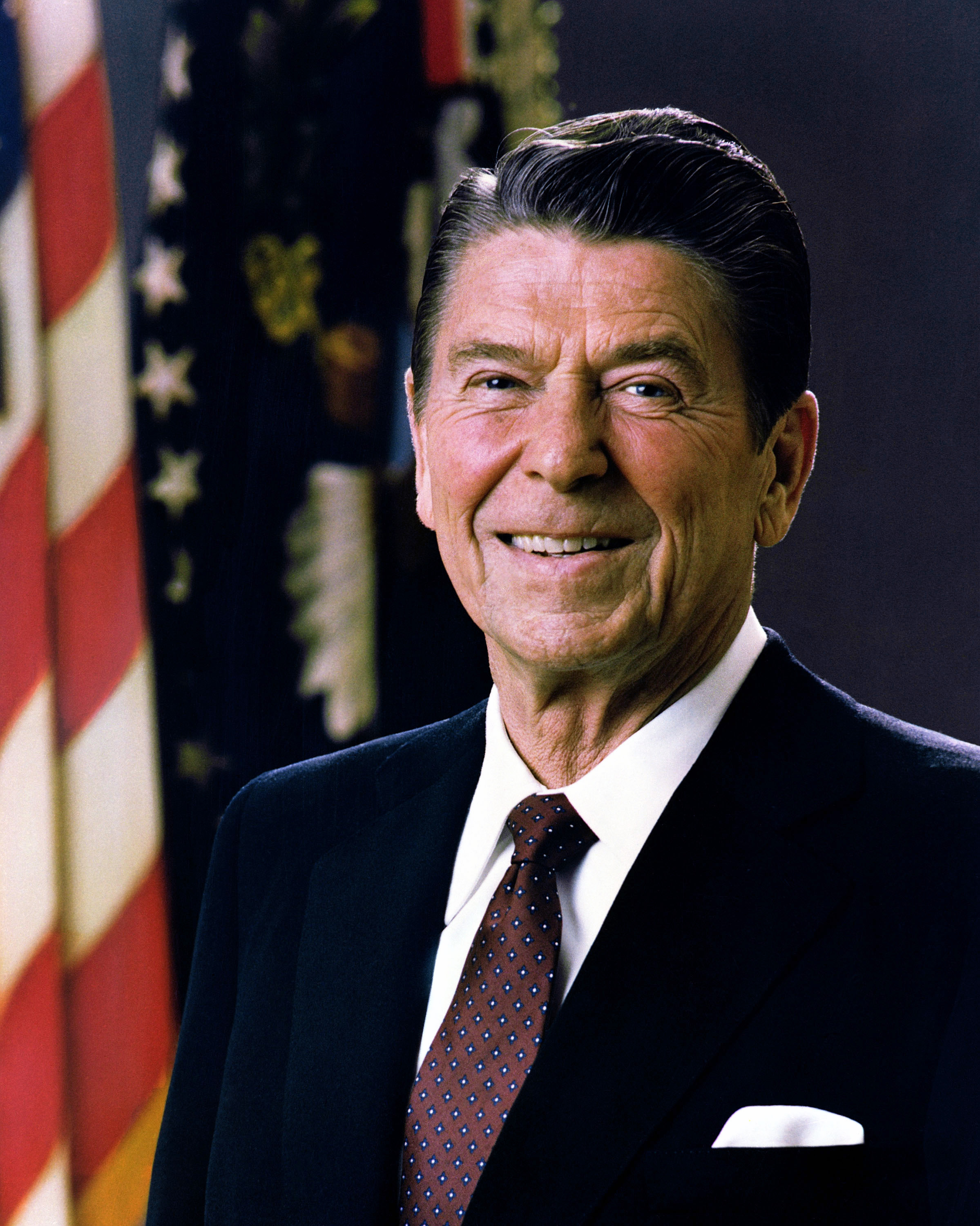
Рональд Рейган

- 2 января — полиция Шеффилда арестовала серийного убийцу Питера Сатклиффа[6].
- 5 января—9 января — Битва за Дизфуль: крупнейшее танковое сражение Ирано-Иракской войны.
- 13 января — в Женеве безрезультатно закончилась мирная конференция по Намибии[7].
- 14 января — в Якутии найден один из самых крупных алмазов — 342 карата[8].
- 19 января — в Алжире США и Иран заключили соглашение об освобождении 52 американских заложников, удерживавшихся 14 месяцев в плену (с 4 ноября 1979 года, преданы США 20 января в аэропорту г. Алжира)[9][10].
- 20 января — Рональд Рейган сменил Джимми Картера на посту президента США[9].
- 22 января — начало пограничного конфликта между Эквадором и Перу (завершился 19 февраля)[11].
- 25 января — в Китае Цзян Цин (жена Мао Цзэдуна) в составе «банды четырёх» приговорена к смерти, с отсрочкой исполнения приговора на 2 года (позже казнь заменена на пожизненное заключение)[9].
- 29 января
  - Госсекретарь США Александр Хейг заявил о причастности СССР к международному терроризму[12].
  - Подал в отставку глава первого демократического правительства Испании Адольфо Суарес[9].
  - На острове Борнео открыт грот Саравак в пещере Лубанг Насиб Багус — самый большой на сегодняшний день по площади грот на Земле в естественных пещерах[13].

### Февраль
- 4 февраля — премьер-министром Норвегии стала Гру Харлем Брунтланн[9][10].
- 7 февраля — под Ленинградом при взлёте разбился самолёт Ту-104. Погибло почти всё руководство Тихоокеанского флота: 17 адмиралов и генералов. Всего — 52 погибших[14].
- 8 февраля — 19 болельщиков футбольного клуба «Олимпиакос» и два болельщика клуба «АЕК» погибли и 54 получили травмы во время давки на стадионе Караискаки в Пирее[15].
- 9 февраля
  - Поставлен под промышленную нагрузку 4-й энергоблок Ленинградской АЭС, которая таким образом стала крупнейшей на тот момент в мире[16].
- 10 февраля — 8 человек было убито и 198 ранено в результате стрельбы в казино Отель Хилтон в Лас-Вегасе[9].
- 11 февраля — премьер-министром Польши назначен министр обороны генерал Войцех Ярузельский[9].
- 12 февраля
  - В Зимбабве начинаются вооружённые столкновения между бывшими партизанскими группировками ЗАПУ и ЗАНУ (16 февраля глава ЗАПУ Джошуа Нкомо призвал своих сторонников сложить оружие)[9].
  - Катастрофа Ил-14 на острове Хейса. Погибли 2 человека.
- 13 февраля — Руперт Мёрдок приобрёл газеты «The Times» и «The Sunday Times» за 12 млн фунтов стерлингов[17].
- 14 февраля — в результате пожара ранним утром в ночном клубе Stardust в Дублине погибли 48 и получило ранения 214 человек[18].
- 18 февраля — установлены дипломатические отношения между СССР и Республикой Зимбабве[16].
- 20 февраля — США обвинили СССР и Кубу в попытках вмешательства во внутренние дела Сальвадора[9].
- 23 февраля
  - Попытка государственного переворота в Испании. Офицеры Национальной гвардии во главе с Антонио Техеро захватили депутатов парламента. Переворот был сорван благодаря действиям короля Хуану Карлосу I[9].
  - Завершено строительство нефтепровода Сургут — Полоцк[16].
- 23 февраля—3 марта — проходил XXVI съезд КПСС[19].
- 24 февраля — землетрясение в Греции магнитудой 6,7 недалеко от Афин. Погибли 16 человек, более 400 — ранено, разрушено несколько строений[20].
- 27 февраля — премьер-министром Испании избран Леопольдо Кальво-Сотело[21].

### Март
- март — армейское восстание в Боливии[22].
- 1 марта — член Ирландской Республиканской Армии Бобби Сэндс начал голодовку в тюрьме Лонг Кэш, добиваясь признания статуса политзаключённого (умер 5 мая)[10].
- 6 марта — Уолтер Кронкайт последний раз вёл радиопередачу Вечерние новости на CBS[10].
- 7 марта — открыт Ленинградский рок-клуб[23].
- 11 марта — Аугусто Пиночет избран президентом Чили на восьмилетний срок[10].
- 12 марта—26 мая — полёт советского космического корабля Союз Т-4. Экипаж — В. В. Ковалёнок, В. П. Савиных[10].
- 16 марта — попытка переворота в Мавритании[22].
- 17 марта — президент Судана Джафар Нимейри заявил о предоставлении США трёх военных баз на территории страны[24].
- 19 марта
  - 3 сотрудника погибли и 5 были ранены на испытаниях шаттла Columbia[10].
  - Резкое обострение политической конфронтации в ПНР — Быдгощская провокация[25].
- 22—30 марта — полёт советского космического корабля Союз-39. Экипаж — В. А. Джанибеков и первый монгольский космонавт Ж. Гуррагча[10].
- 27 марта
  - Крупнейшая в истории Польши общенациональная четырёхчасовая предупредительная забастовка с участием около 13 миллионов человек[26].
  - Руководство СССР объявило польский профсоюз «Солидарность» «контрреволюционной организацией»[9].
- 29 марта — президентом Аргентины стал генерал Роберто Виола[27].
- 30 марта — покушение на президента США Рональда Рейгана[9].

### Апрель
- 1 апреля

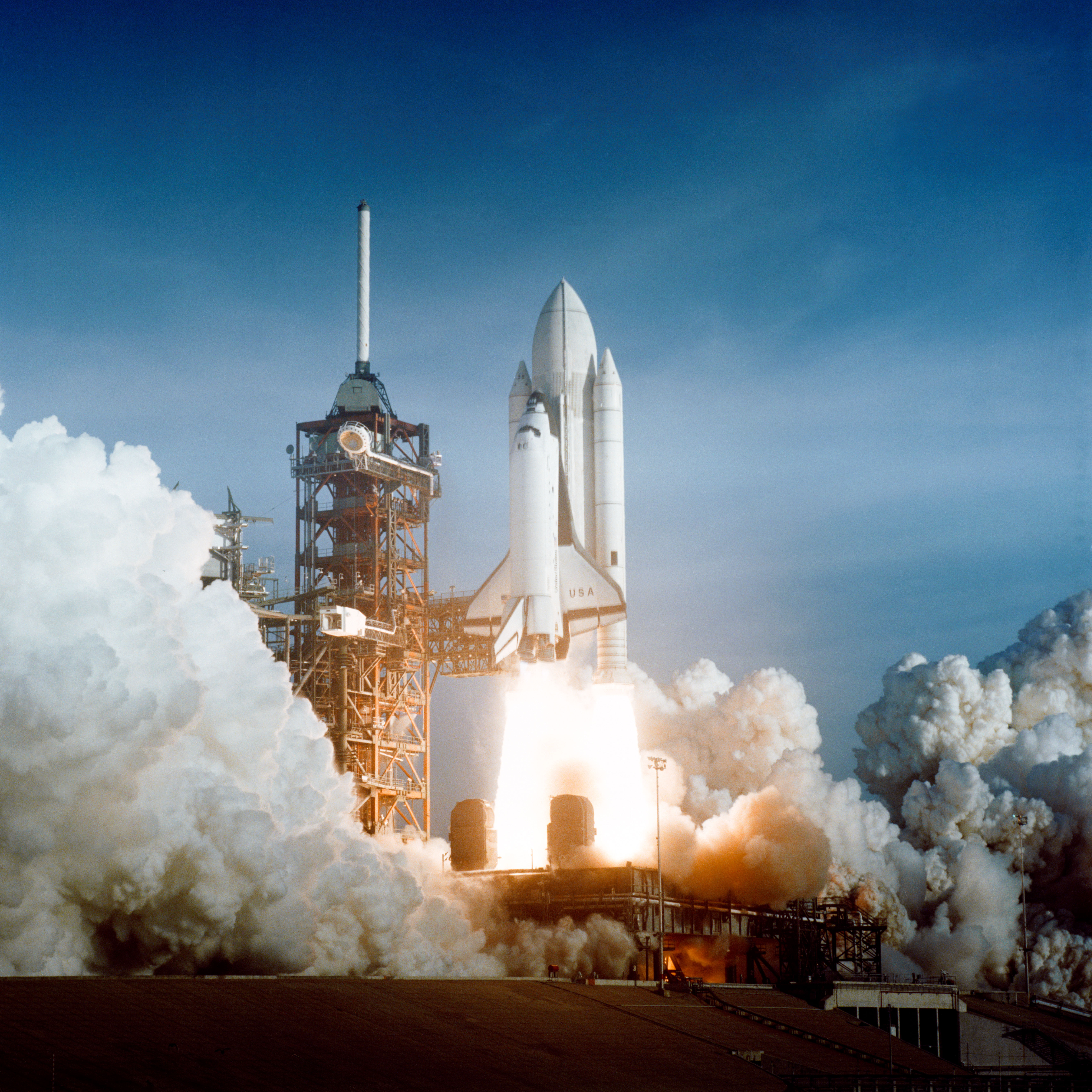
Запуск «Колумбии» STS-1

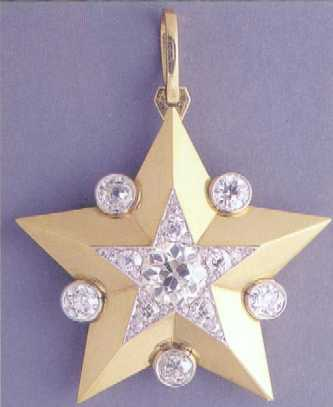
Маршальская звезда СССР

  - В СССР впервые осуществлён переход на летнее время[16].
  - В Ливане возобновились бои между сирийскими войсками и правохристианской фалангистской милицией[9].
  - Попытка государственного переворота в Таиланде. Глава путча генерал Санта Читпатима бежал из страны на следующий день[28].
- 3 апреля — между СССР и Афганистаном подписано соглашение о товарообороте на 1981—1985 годы[16].
- 4 апреля
  - На конкурсе Евровидения победила группа Bucks Fizz с песней Making Your Mind Up[29].
  - Завершился XII съезд Болгарской коммунистической партии. Восстановлен пост Генерального секретаря ЦК БКП, на него избран первый секретарь ЦК БКП Тодор Живков[30].
- 6 апреля — в Бельгии сформировано четырёхпартийное коалиционное правительство Марка Эйскенса (Христианская народная партия)[31].
- 7 апреля — на референдуме на Филиппинах избиратели высказались за предоставление президенту Ф. Маркосу чрезвычайных полномочий[9].
- 10 апреля — в Нью-Йорке между СССР и США подписана международная конвенция о запрещении или ограничении конкретных видов обычных вооружений, которые могут считаться наносящими чрезмерные повреждения или имеющими неизбирательное действие[32].
- 11 апреля — беспорядки в Южном Лондоне. Бунтующие атаковали при помощи бутылок с зажигательной смесью полицейские участки и грабили магазины[9][10].
- 12 апреля — начало космической программы Спейс Шаттл, первый полёт шаттла Columbia (экипаж — Джон Янг, Роберт Криппен). Возвращение на Землю 14 апреля)[10].
- 15 апреля — введены новые знаки различия военнослужащих Вооружённых сил СССР. Установлены знаки отличия «Маршальская Звезда» Маршала Советского Союза и Адмирала Флота Советского Союза, «Маршальская Звезда» Маршала рода войск, генерала армии и Адмирала Флота[33].
- 18 апреля — состоялась самая продолжительная в истории профессионального бейсбола игра. Играли команды Низшей лиги Rochester Red Wings и Pawtucket Red Sox на стадионе McCoy (Потакет, штат Род-Айленд, США). Игра продлилась 8 часов 25 минут / 33 подачи (33-я подача не была сыграна до 23 июня)[34].
- 24 апреля — президент США Рональд Рейган отменил эмбарго на поставки американского зерна в СССР[10].
- 26 апреля — в условиях однопартийности во Вьетнаме прошли выборы в Национальное собрание[35].
- 28 апреля — сборная СССР выиграла Чемпионат мира по хоккею с шайбой в Швеции[36].
- 29 апреля — на внеочередных парламентских выборах в ЮАР правящая Национальная партия получила 57,66 % голосов и 131 из 165 мест в парламенте[37].

### Май

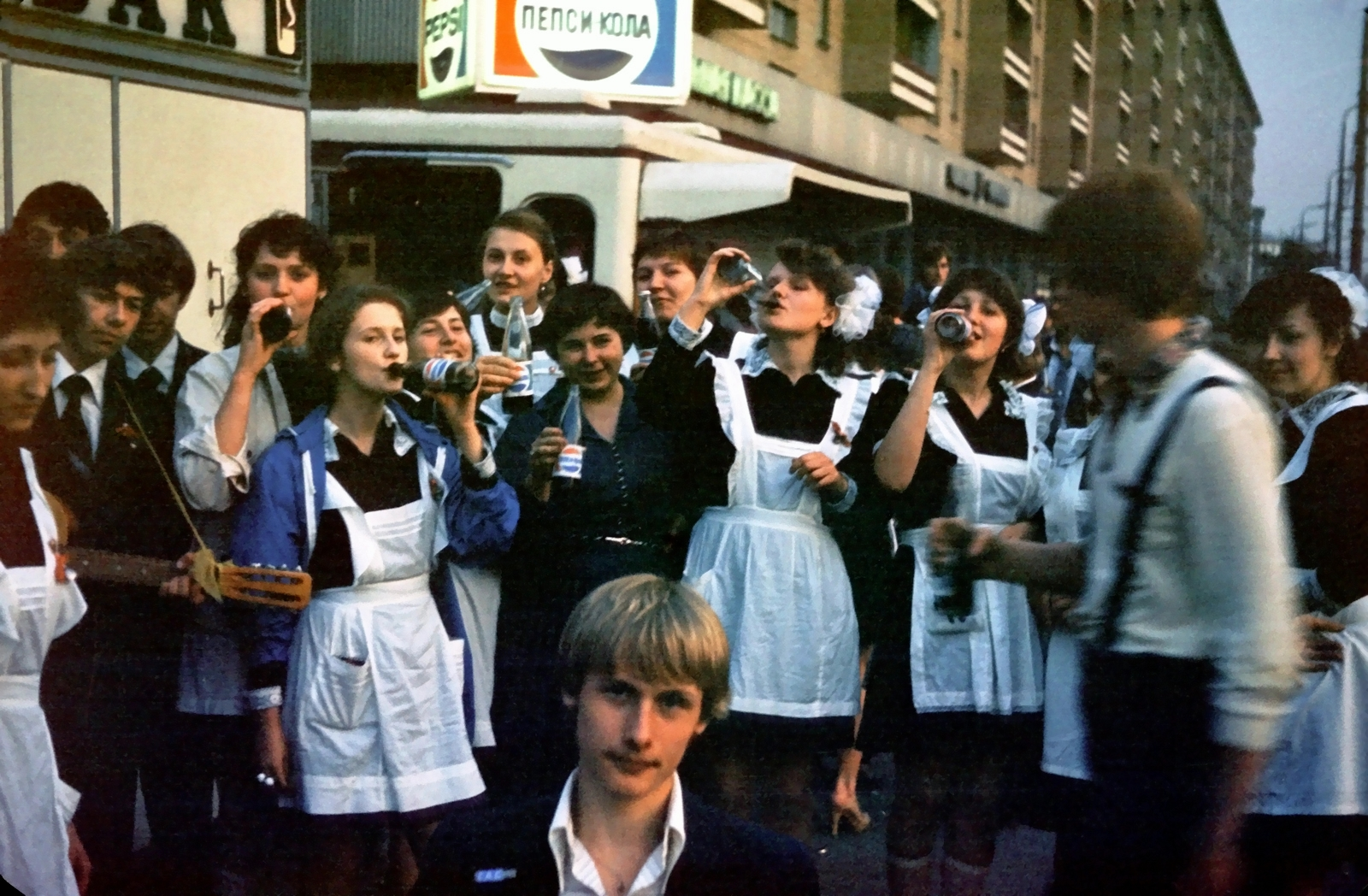
25 мая 1981 года в Москве

- В НИИТТ разработана и выпущена заводом «Ангстрем» в мае «ЭВМ индивидуального пользования „Электроника НЦ-8010“» — первый в СССР прототип персонального компьютера.
- 1 мая — состоялись первые выборы в Национальную ассамблею Камбоджи[37].
- 3 мая — завершено строительство магистрального газопровода Уренгой — Грязовец — Москва[16].
- 7 мая — катастрофа BAC 1-11 под Буэнос-Айресом.
- 10 мая — во втором туре президентских выборов во Франции Валери Жискар д’Эстен проиграл социалисту Франсуа Миттерану (вступил в должность 21 мая)[9][10].
- 13 мая
  - Покушение на папу римского Иоанна Павла II, которое совершил турецкий террорист Мехмет Али Агджа[9][10].
  - На Каннском кинофестивале «Золотую пальмовую ветвь» получил фильм Анджея Вайды «Человек из железа»[38].
- 14—22 мая — полёт советского космического корабля Союз-40 (последний полёт корабля модификации «Союз»). Экипаж — Л. И. Попов и первый румынский космонавт Д. Прунариу[16].
- 16 мая
  - Председателем Президиума СФРЮ стал Сергей Крайгер[39].
  - В 5 час. 10 мин. по местному времени в Магаданской области в бассейне реки Омолон упал метеорит[40].
- 21 мая — премьер-министром Франции назначен Пьер Моруа[37].
- 24 мая
  - В авиакатастрофе погиб президент Эквадора Хайме Рольдос Агилера[41].
  - На парламентских выборах на Кипре победила коммунистическая Прогрессивная партия трудового народа Кипра (АКЭЛ), получившая 32,8 % голосов и 12 из 35 мест в парламенте[42].
- 25 мая — в Эр-Рияде подписан договор о создании Совета сотрудничества арабских государств Персидского залива в составе: Бахрейн, Катар, Оман, Кувейт, Саудовская Аравия и Объединённые Арабские Эмираты[43].
- 26 мая
  - На парламентских выборах Нидерландах первое место заняла партия Христианско-демократический призыв, получившая 30,8 % голосов и 48 из 150 мест в парламенте[42].
  - Правительство Италии подало в отставку из-за обвинений в связях с профашистской масонской ложей Propaganda Due (24 июля в Италии запрещена деятельность всех тайных обществ)[9].
- 29 мая — в Кампучии на IV съезде Народно-революционной партии Кампучии на вновь учреждённый пост генерального секретаря партии избран Пен Сован[44].
- 30 мая — во время попытки государственного переворота в Читтагонге убит президент Бангладеш Зиаур Рахман[9].
- 31 мая — волнения в Джафне, Шри-Ланка. Сожжение библиотеки в Джафне[45].

### Июнь

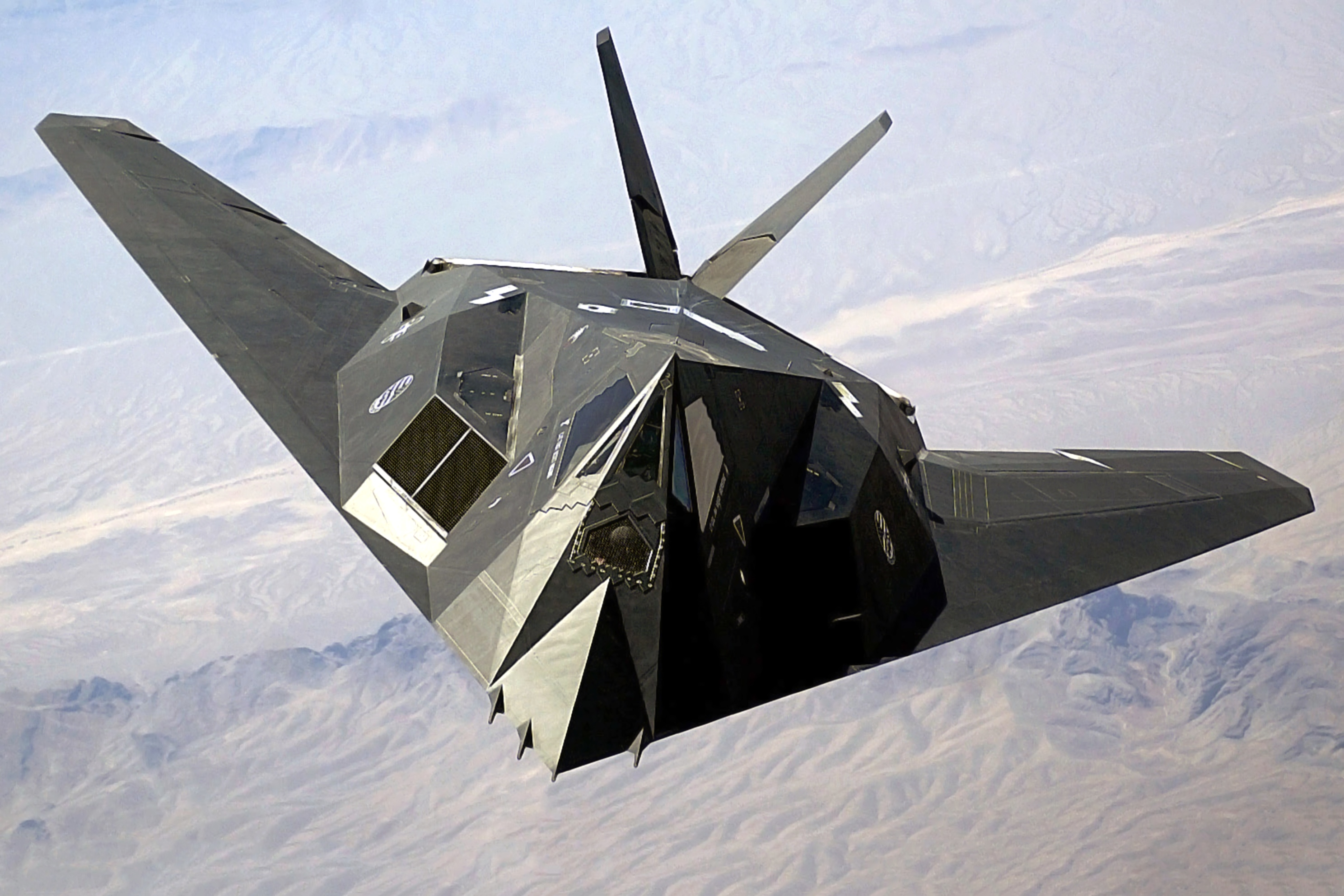
Самолёт-невидимка Lockheed F-117 Nighthawk

- 5 июня — в Лос-Анджелесе (США) зарегистрированы первые 5 случаев «редкой формы пневмонии» (затем получившей название СПИД)[10].
- 6 июня — произошла самая крупная в истории[46] железнодорожная катастрофа в XX веке. В штате Бихар (Индия) 7 вагонов пассажирского поезда сошли c рельс, около 800 человек погибло.
- 7 июня — израильские ВВС в ходе налёта уничтожили иракский ядерный реактор в Осираке. (19 июня Совет Безопасности ООН осудил эту акцию после того, как Ирак отказался применить в ответ военную силу)[9].
- 11 июня
  - На парламентских выборах в Ирландии правящая партия Фианна Файл премьер-министра Чарльза Хоги потерпела поражение, получив 45,3 % голосов и 78 из 166 мест в Палате представителей. К власти пришёл блок оппозиционных Фине Гэл и лейбористской партий (36,5 и 9,9 %, 65 и 15 мест соответственно)[47].
  - В Афганистане на восстановленный пост председателя Совета министров назначен Султан Али Кештманд[48].
- 13 июня — на церемонии Выноса Знамени во время празднования Дня рождения королевы в Лондоне Маркус Саржент сделал 6 холостых выстрелов по королеве Елизавете II[10].
- 14 июня — катастрофа Ил-14 на Байкале.
- 15 июня — подписано соглашение об американской военно-экономической помощи Пакистану на сумму свыше 3 млрд долларов в течение 5 лет[47].
- 16 июня — на президентских выборах на Филиппинах президент Фердинанд Маркос получил 88 % голосов[47].
- 18 июня
  - Образована Организация Восточно-карибских государств.
  - Совершил первый полёт американский «самолёт-невидимка» Lockheed F-117 Nighthawk[49].
- 21 июня — на внеочередных парламентских выборах во Франции победила социалистическая партия премьер-министра Пьера Моруа, получив 49,25 % голосов и 269 из 491 места в Национальном собрании[47].
- 22 июня
  - ХАМАС атаковал туристическое агентство в Греции. Двое убитых[10].
  - В Иране аятолла Хомейни отстранил от власти президента Абольхасана Банисадра, которому 21 июня парламент объявил решение о «политической некомпетентности»[9].
- 26 июня — Судан разорвал дипломатические и экономические отношения с Ливией[24].
- 27 июня — первая сессия Национального собрания Кампучии избрала главой правительства генерального секретаря Народно-революционной партии Кампучии Пен Сована и председателем Государственного совета — Хенг Самрина[50].
- 28 июня
  - В Иране во время взрыва в штаб-квартире Исламской республиканской партии убиты лидер партии аятолла Мохаммад Бехешти, 4 министра и 23 депутата меджлиса[9].
  - В Италии сформировано коалиционное правительство Джованни Спадолини[51].
- 29 июня — в Пекине объявлено, что лидер КНР Хуа Гофэн освобождён от должностей Председателя ЦК КПК и председателя Военного совета ЦК КПК. Председателем ЦК КПК стал Ху Яобан, Военный совет ЦК КПК возглавил Дэн Сяопин[10].
- 30 июня
  - Премьер-министром Ирландии сформировал Гаррет Фицджеральд[47].
  - На парламентских выборах в Израиле вновь победил блок Ликуд премьер-министра Менахема Бегина, получивший 48 мест в кнессете[52].

### Июль
- 4 июля — на 1-й сессии Национального собрания Вьетнама 7-го созыва председателем Государственного Совета Вьетнама (главой государства) избран Чыонг Тинь[53].
- 9 июля — состоялась премьера рок-оперы «Юнона и Авось»[54].
- 16 июля — 4-м премьер-министром Малайзии стал Махатхир Мохамад[55][56].
- 17 июля
  - Израильские ВВС уничтожили штаб-квартиру ООП в Бейруте, а также провели бомбардировку районов Бейрута, заселённых палестинцами. (24 июля после двухнедельных боёв в южной части Бейрута между армией Израиля и ООП заключено соглашение о прекращении огня)[9].
  - В Канзас-сити (США, штат Миссури) в отеле Hyatt Regency обрушились две подвесные галереи, погибли 114 человек, ранены 216.
- 18 июля — в воздушном пространстве СССР, над территорией Армянской ССР был сбит тараном аргентинский транспортный самолёт, вторгшийся в воздушное пространство со стороны Ирана, 4 члена экипажа самолёта-нарушителя погибли[57].
- 18—19 июля — Резня в Орьоле — резонансное убийство французскими боевиками SAC заподозренного в измене офицера полиции и членов его семьи.
- 19 июля — в Новой Зеландии началась серия игр с командой регби из ЮАР, вызвавшая многочисленные международные дебаты о поддержке апартеида[58].
- 20 июля — катастрофа Fokker F27 под Баладом. Погибли 50 человек — крупнейшая авиакатастрофа в Сомали.
- 24 июля
  - Сильное наводнение в провинции Сычуань (Китай) оставляет без крова 1,5 миллиона человек[9].
  - Президентом Ирана избран Мохаммед Али Раджаи[9].
- 27 июля — молодая компания Microsoft купила у Seattle Computer Products операционную систему 86-DOS (позже переименована в MS-DOS).
- 29 июля — свадьба леди Дианы Спенсер и Чарльза, принца Уэльского[9].
- 30 июля — попытка государственного переворота в Гамбии во главе с лидером революционно-социалистической партии Кукои Самба Саньянгом; в следующие дни подавлена вводом сенегальских войск[59].
- 31 июля
  - Солнечное затмение на территории СССР[60].
  - В авиакатастрофе погиб неофициальный лидер Панамы генерал Омар Торрихос[61].

### Август
- 1 августа

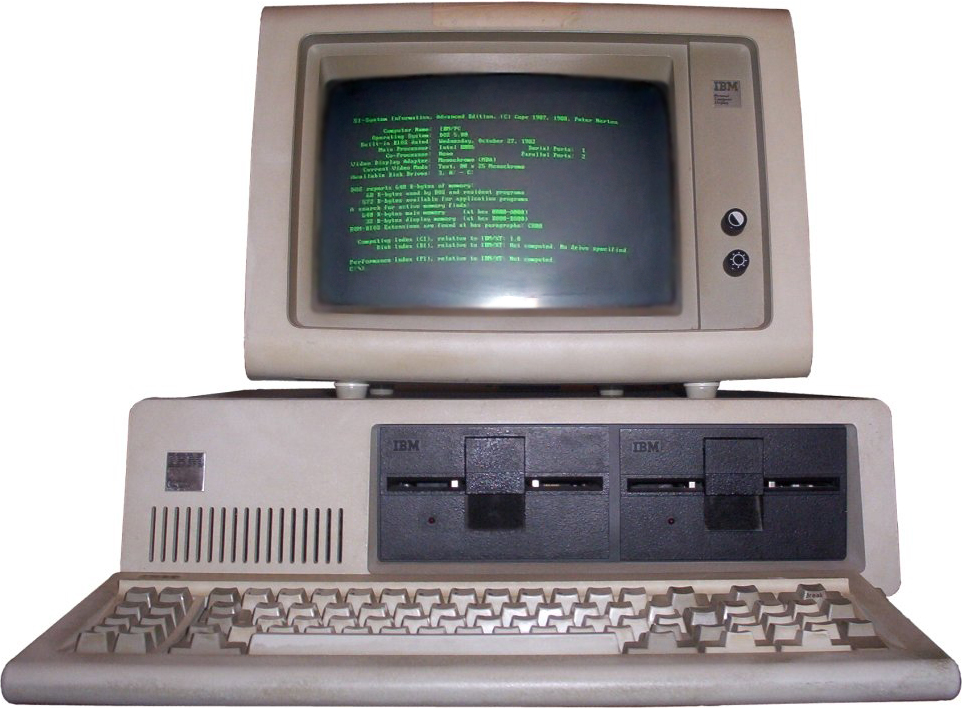
IBM PC

  - Совет нации Уругвая (высший орган государственной власти в стране) назначил новым президентом страны Грегорио Альвареса (вступил в должность 1 сентября)[62].
  - Начало вещания телевизионной сети — MTV (Music Television)[63].
- 1 августа—7 августа — сильный тайфун «Филлис» в Хабаровском крае и на Сахалине, вызвавший многочисленные разрушения и человеческие жертвы.
- 4 августа — глава пришедшего к власти в Боливии 17 июля военного режима генерал Луис Гарсиа Меса ушёл в отставку[62].
- 5 августа
  - Премьер-министром Ирана стал глава правящей Исламской республиканской партии Мохаммад Джавад Бахонар[62].
  - Президент США Рональд Рейган уволил 11359 авиадиспетчеров, отказавшихся прекратить забастовку[9].
- 12 августа — в США поступил в продажу персональный компьютер IBM PC Model 5150 с процессором Intel 8088 4,77 МГц в по цене 1565 долларов[10].
- 13 августа — в ГДР официально отмечается 20-летие возведения Берлинской стены[9].
- 19 августа — первый инцидент в заливе Сидра. Американские перехватчики F-14 сбили два ливийских Су-22, выполнявших облёт авианосной группировки ВМС США у берегов Ливии[9].
- 22 августа — катастрофа Boeing 737 под Мяоли.
- 24 августа
  - Убийца Джона Леннона Марк Чепмен приговорён к пожизненному заключению[10].
  - В небе над Завитинском столкнулись самолёты Ан-24 и Ту-16, погибли 37 человек. Единственной выжившей оказалась студентка Лариса Савицкая.
- 26 августа — премьер-министр ЮАР Питер Бота официально подтвердил, что южноафриканская армия крупными силами проводит «антипартизанские операции» на территории Анголы[9].
- 27 августа — в автокатастрофе в Московской области погиб хоккеист ЦСКА и сборной СССР Валерий Харламов.
- 29 августа — катастрофа Як-40 в Зее.
- 30 августа — в результате взрыва бомбы в канцелярии премьер-министра в Тегеране убиты президент страны Мохаммад Али Раджаи и премьер-министр Мохаммад Джавад Бахонар[9].
- 31 августа — премьер-министром Соломоновых Островов стал Соломон Мамалони[64].

### Сентябрь

Флаг Белиза

- 1 сентября — в результате бескровного переворота в Центральноафриканской республике к власти пришёл генерал Андре Колингба[65].
- 2 сентября — премьер-министром Ирана назначен аятолла Мохаммад-Реза Махдави Кани[65].
- 4 сентября — президентом Боливии стал генерал Сельсо Торрелио Вилья[62].
- 4—12 сентября — широкомасштабные оперативно-стратегические учения армии и флота СССР и стран Варшавского договора «Запад-81» у польских границ[9].
- 10 сентября — картина Пикассо «Герника» перевезена из Нью-Йорка в Мадрид[10].
- 11 сентября — премьер-министром Нидерландов стал Дрис Ван Агт[42].
- 13 сентября — в Монреале советские хоккеисты одержали победу над сборной Канады со счётом 8:1. Сборная СССР завоевала Кубок Канады[66].
- 13—14 сентября — на парламентских выборах в Норвегии правящая Норвежская рабочая партия потерпела поражение, получив 37,2 % голосов и 66 из 155 мест в стортинге. Ведущая оппозиционная Консервативная партия — 31, 7 % и 53 места[67].
- 15 сентября — Вануату стала 155-м членом ООН[67].
- 18 сентября — над Железногорском (Иркутская область) произошло столкновение самолёта Як-40 и вертолёта Ми-8, погибли 40 человек.
- 21 сентября — провозглашена независимость Белиза, первым премьер-министром страны стал Джордж Кэдл Прайс[9]. 25 сентября Белиз стал 156-м членом ООН[67].
- 26 сентября — совершил полёт первый Боинг-767[68].
- 27 сентября — началось сообщение скоростных поездов TGV между Парижем и Лионом[69].

### Октябрь
- 1 октября — Основана Bloomberg

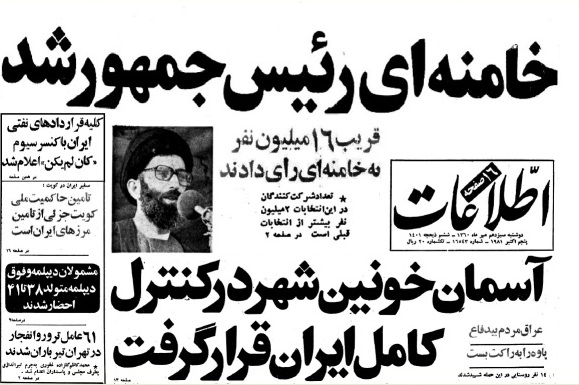
Сообщение об избрании Али Хаменеи президентом Ирана

- 2 октября — В Иране прошли внеочередные президентские выборы, победу на которых одержал Али Хаменеи[70].
- 4—18 октября — в условиях однопартийности в Бирме прошли парламентские выборы[70].
- 5 октября — президент Судана Джафар Нимейри распустил региональный парламент и правительство Юга[24].
- 6 октября — египетский президент Анвар Садат убит на военном параде в Каире[9].
- 13 октября — в результате референдума президентом Египта стал Хосни Мубарак[70].
- 18 октября
  - На парламентских выборах в Греции победу одерживает Всегреческое социалистическое движение, получившее 172 места из 300 (21 октября его лидер Андреас Папандреу формирует первое в греческой истории правительство социалистической партии)[71].
  - На очередном пленуме ЦК Польской объединённой рабочей партии премьер-министр Польши генерал Войцех Ярузельский сменил Станислава Каню на посту первого секретаря ЦК[9].
- 21 октября — авария Ту-154 в Праге.
- 23 октября — президентом Сингапура избран Деван Наир[72].
- 24—26 октября — этнический конфликт между осетинами и ингушами в Орджоникидзе (ныне Владикавказ), волнения и массовые беспорядки[73].
- 27 октября — объявлено об отставке многолетнего (с 1956) президента Финляндииа Урхо Кекконена в связи с болезнью[72].
- 29 октября
  - Премьер-министром Ирана назначен Мир-Хосейн Мусави[65].
  - На чрезвычайной конференции ОПЕК достигнут компромисс об унифицированной цене нефти — 34 доллара (высшего качества — 38), ранее разброс цен был от 32 до 40 долларов[72].
- 30 октября — с космодрома Байконур стартовала ракета-носитель «Протон-К», которая вывела на траекторию полёта к Венере АМС «Венера-13»[16].

### Ноябрь
- 1 ноября

Флаг Антигуа и Барбуды

  - Антигуа и Барбуда получила независимость от Великобритании[9] 11 ноября страна стала 157-м членом ООН.
  - Впервые в истории страны в условиях многопартийности в Тунисе прошли парламентские выборы, все 15 мест получила правящая Социалистическая дустуровская партия[74].
- 4 ноября — с космодрома Байконур стартовала ракета-носитель «Протон-К», которая вывела на траекторию полёта к Венере АМС Венера-14[75].
- 7 ноября — на VIII съезде Албанской партии труда Первым секретарём вновь переизбран Энвер Ходжа[74].
- 8 ноября — на парламентских выборах в Бельгии ни одна партия не получила большинства: Христианские демократы и фламандцы — 19,3 % голосов и 43 места (из 212 в парламенте), основная оппозиционная, социалистическая, 12,2 % и 35 мест[74].
- 9 ноября
  - На первой сессии Народного собрания Бирмы председателем Государственного совета и, автоматически, президентом страны избран Сан Ю. Премьер-министром переназначен Маун Маун Кха[70].
  - На парламентских выборах в Тринидаде и Тобаго победила правящее Народное национальное движение — 53 % голосов и 26 из 36 мест в парламенте[74].
  - В Мавритании указом президента М. ульд Тайя № 81-234 запрещено рабство[76].
- 10 ноября — отряды главы Вооружённых сил Севера Хиссена Хабре и армия Судана вторглись в Чад[24].
- 12 ноября — 2-й полёт по программе Спейс Шаттл. 2-й полёт шаттла «Колумбия». Экипаж — Джозеф Энгл, Ричард Трули[10].
- 13 ноября — при посадке в Нахичевани произошло крушение самолёта Ан-24Т ВВС СССР, погибли все 13 человек, находившиеся в самолёте[77].
- 14 ноября — Гамбия и Сенегал создали конфедеративное государство Сенегамбия (просуществовало до 1990 года)[9].
- 15 ноября — на президентских выборах в Бангладеш победил кандидат от правящей Националистической партии Абдус Саттар (65,5 % голосов)[78].
- 16 ноября — в Норильске разбился самолёт Ту-154, погибли 99 из 167 человек на борту.
- 18 ноября — «Нулевой вариант» — президент США Рональд Рейган предложил отменить решение о размещении в Европе ракет «Першинг-2» и крылатых ракет в обмен на вывод СССР своих ракет РСД-10, Р-12 и Р-14 из европейской части страны[79][80].
- 20 ноября — СССР подписывает контракты на поставку природного газа из Сибири в страны Западной Европы[9].
- 21 ноября — в Амстердаме состоялась массовая демонстрация протеста против гонки ракетно-ядерных вооружений. Это была крупнейшая антивоенная манифестация в Западной Европе за весь послевоенный период: в ней приняли участие около 500 тысяч человек, в том числе представители общественности Бельгии, Великобритании, ФРГ, других западноевропейских стран и США.
- 22 ноября — в акватории порта Клайпеда затонул британский танкер «Globe Asimi», из корабля вытекли все 16 тонн перевозимоuj мазута. Акватория было очищена только в начале 1982 года[81].
- 25 ноября
  - Конференция глав арабских государств в Фесе быстро заходит в тупик, когда начинается обсуждение плана мирного урегулирования положения на Ближнем Востоке, предложенного Саудовской Аравией[9].
  - Попытка государственного переворота на Сейшельских островах силами южноафриканских наёмников[10].
- 26 ноября — в районе села Усть-Кулом (Коми АССР) произошло столкновение в воздухе двух пассажирских самолётов Ан-2 (один из самолётов сумел сесть), погибли 15 человек[82].
- 28 ноября — на парламентских выборах в Новой Зеландии правящая Национальная партия получила 38,8 % голосов и 47 из 92 мест в парламенте, оппозиционная Лейбористская — 39 %, но 43 места. Премьер-министром остался Роберт Малдун[78].
- 29 ноября — на всеобщих выборах в Гондурасе победила Либеральная партия, получившая 53,9 % голосов и 44 из 82 мест в парламенте, её кандидат Роберто Суасо Кордова был избран президентом[78].

### Декабрь
- 1 декабря — на подлёте к Аяччо (Корсика) разбился югославский самолёт MD-81, погибли 180 человек[10].
- 4 декабря
  - ЮАР предоставила хоумленду Сискей независимость, которая не была признана за пределами ЮАР[10].
  - В Кампучии снят со всех постов и арестован генеральный секретарь Народно-революционной партии Кампучии, председатель Совета Министров Народной Республики Кампучии Пен Сован. Официально объявлено, что он ушёл в отставку по состоянию здоровья[83].
- 8 декабря — на парламентских выборах в Дании победила правящая социал-демократическая партия премьер-министра Анкера Йоргенсена (32,9 % голосов и 59 из 179 мест в фолькетинге[84].
- 9 декабря — президентом Швейцарии на 1982 год избран Фриц Хонеггер[84].
- 11 декабря — Резня в Мосоте (в Эль-Сальвадоре военные убили 900 гражданских лиц[10]).
- 12 декабря
  - Президент Аргентины генерал Роберто Эдуардо Виола ушёл в отставку после того, как 21 ноября командование армией признало его неспособным исполнять президентские обязанности и передало их назначенному временным президентом вице-адмиралу Карлосу Альберто Лакосте[85].
  - После парламентских выборов на Мальте у власти осталось лейбористское правительство Доминика Минтоффа (34 места из 65 в парламенте)[86]
- 13 декабря — председатель Совета министров и глава ПОРП Войцех Ярузельский объявил военное положение в Польше, чтобы предотвратить военное вторжение стран Варшавского Договора в страну. Это сопровождалось массовыми арестами и ограничением гражданских и профсоюзных прав. Учреждён Военный совет национального спасения[9].
- 14 декабря — израильский кнессет официально объявил об аннексии Голанских высот, захваченных у Сирии в ходе Шестидневной войны в 1967 году[87].
- 15 декабря
  - Генеральная ассамблея ООН избрала Генеральным секретарём ООН с 1 января 1982 года Хавьера Переса де Куэльяра[88].
  - В ПНР продолжались протесты профсоюза «Солидарность» против введённого военного положения. Части ЗОМО при армейской поддержке прорвались в Щецине на бастующую судоверфь имени Варского[89].
- 16 декабря — протесты в ПНР продолжились. Подразделение ЗОМО силой заняло шахту Вуек, девять шахтёров были убиты[90].
  - В Гданьске подавлена силами ЗОМО и армии забастовка судоверфи им. Ленина[91].
  - В Кракове подавлена забастовка на металлургическом комбинате Нова-Хуты[92].
- 17 декабря
  - Террористы захватили школу в Сарапуле (Удмуртская АССР). Это первый случай захвата заложников в школе СССР[93].
  - Совет Безопасности ООН принял резолюцию № 497, объявляющую недействительной аннексию Израилем Голанских высот[94].
  - Премьер-министром 4-хпартийного коалиционного правительства Бельгии стал Вильфрид Мартенс[74].
  - Апогей протестов в ПНР, на улицах многие тысячи демонстрантов. ЗОМО и армейские части применили оружие в Гданьске, Кракове и Вроцлаве[95].
- 18 декабря
  - Совершил первый полёт советский сверхзвуковой стратегический бомбардировщик-ракетоносец Ту-160[96].
  - Сообщение о самоубийстве 17 декабря Мехмета Шеху, премьер-министра Албании (впоследствии объявлен американо-советско-югославским шпионом)[9].
- 19 декабря — в Алма-Ате родился миллионный житель[97].
- 22 декабря — генерал Леопольдо Галтьери стал президентом Аргентины[9][85].
- 23 декабря — в Польше подавлена десятидневная забастовка протеста на металлургическом комбинате Хута Катовице.
- 28 декабря — в Польше завершилась двухнедельная подземная забастовка на шахте «Пяст», самая длительная в истории послевоенной угледобычи[98].
- 29 декабря — из-за кризиса в Польше президент США Рональд Рейган объявил о новых санкциях против СССР: прекращение поставок нефтегазового оборудования, рейсов Аэрофлота в США, работы советской закупочной комиссии в Нью-Йорке и других[9].
- 31 декабря — капитан Джерри Ролингс совершил свой второй бескровный военный переворот в Гане[9].

### Без точных дат
- Создана рок-группа «Кино»[99].
- Рейды «коммандос» ЮАР в Мозамбик[22].
- Начало партизанской войны в Уганде[22].
- Начало партизанской войны «контрас» в Никарагуа[22].
- Ритуальные убийства в Тоа-Пайо.
- РПЦ канонизирован и включён в Собор Новгородских святых Мстислав Владимирович Великий[100].

## Персоны года
Человек года по версии журнала Time — Лех Валенса, руководитель польского независимого профсоюза «Солидарность».

## Родились
См. также: Категория:Родившиеся в 1981 году

### Январь
- 1 января
  - Антон Привольнов, российский и израильский телеведущий, актёр, ютубер.
  - Младен Петрич, хорватский футболист, нападающий.

- 2 января — Александр Козлов, министр природных ресурсов и экологии Российской Федерации.
- 5 января — Deadmau5 — канадский диджей и музыкальный продюсер.
- 8 января — Лорен Хьюитт, австралийская актриса.
- 10 января — Алан Бадоев, украинский кинорежиссёр, режиссёр видеоклипов и продюсер.
- 11 января
  - Джамелия, британская певица, автор песен, модель, актриса.
  - Антон Хабаров, российский актёр театра и кино.
- 15 января — Pitbull, американо-кубинский рэпер, певец и музыкальный продюсер.
- 21 января — Маша Малиновская, российская модель, певица и телеведущая.
- 22 января — Бен Муди, американский музыкант и музыкальный продюсер, бывший гитарист и один из основателей рок-группы Evanescence.
- 23 января — Жан-Жак Пьер, гаитянский футболист, защитник. Выступал в сборной Гаити, ныне — её главный тренер.
- 25 января
  - Алиша Киз, американская певица и композитор.
  - Тоше Проески, македонский певец.
- 26 января — Колин О’Донохью, ирландский актёр телевидения, театра и кино.
- 28 января — Элайджа Вуд, американский актёр.
- 30 января — Питер Крауч, английский футболист, нападающий.
- 31 января
  - Джастин Тимберлейк, американский музыкант и актёр.
  - Юлия Началова, российская певица, актриса и телеведущая (ум. в 2019).

### Февраль
- 5 февраля — Нора Зехетнер, американская актриса.
- 9 февраля
  - Том Хиддлстон, британский актёр.
  - The Rev, барабанщик американской метал-группы Avenged Sevenfold (ум. в 2009).
- 11 февраля — Келли Роуленд, американская певица и актриса.
- 17 февраля
  - Джозеф Гордон-Левитт, американский актёр.
  - Пэрис Хилтон, американская фотомодель и актриса.
- 18 февраля — Андрей Кириленко, российский баскетболист, чемпион Европы 2007 года, президент Российской федерации баскетбола.
- 24 февраля — Ллейтон Хьюитт, австралийский теннисист, экс-первая ракетка мира.
- 25 февраля — Пак Чи Сон, южнокорейский футболист, полузащитник.
- 28 февраля — Гарик Харламов, российский комедийный актёр, участник телепроекта «Comedy Club».

### Март
- 1 марта
  - Саша Зверева, российская певица и диджей, в прошлом солистка группы «Демо».
  - Сергей Шевелёв, старший лейтенант ВС России, Герой Российской Федерации (посмертно, погиб в 2008).
- 2 марта — Брайс Даллас Ховард, американская актриса.
- 8 марта — Александр Смол, российский телеведущий, журналист.
- 12 марта — Алексей Чумаков, российский певец и музыкант.
- 13 марта — Сергей Сухарев, полковник ВС России, Герой Российской Федерации (посмертно, погиб в 2022).
- 18 марта — Фабиан Канчеллара, швейцарский велогонщик, олимпийский чемпион и четырёхкратный чемпион мира в индивидуальной гонке на время с раздельным стартом.
- 20 марта — Юрий Яковлев, офицер ВС России, Герой Российской Федерации (2008).
- 21 марта
  - Вероника Ксёнжкевич, польская актриса театра, кино и телевидения.
  - Александр Бердников, российский певец, участник группы «Корни», ставшей победителем музыкального проекта «Фабрика звёзд».
- 26 марта — Данис Зарипов, российский хоккеист, игрок казанского «Ак Барса» и сборной России, двукратный чемпион мира и единственный пятикратный обладатель Кубка Гагарина.
- 28 марта
  - Эльвира Хасянова, российская синхронистка, трёхкратная олимпийская чемпионка (2004, 2008, 2012), заслуженный мастер спорта России.
  - Джулия Стайлз, американская актриса.
- 29 марта — Александр Рогов, российский стилист, блогер и телеведущий.
- 30 марта — Сергей Мозякин, российский хоккеист, игрок магнитогорского «Металлурга» и сборной России, двукратный чемпион мира, двукратный обладатель Кубка Гагарина.

### Апрель
- 2 апреля — Бетани Джой Ленз, американская актриса, музыкант, режиссёр, продюсер, автор песен.
- 8 апреля — Николай Круглов, российский биатлонист, 4-кратный чемпион мира.
- 9 апреля
  - Татьяна Герасимова, российская телеведущая, певица.
  - Эрик Харрис, американский убийца совершивший массовое убийство в школе «Колумбайн» (ум. в 1999).
- 11 апреля — Алессандра Амбросио, бразильская фотомодель.
- 12 апреля — Юрий Борзаковский, российский легкоатлет, бегун, олимпийский чемпион 2004 года.
- 16 апреля — Надежда Ручка, российская певица, актриса, поэтесса украинского происхождения, бывшая солистка группы «Блестящие».
- 17 апреля — Константин Кольцов, белорусский хоккеист, крайний нападающий. Тренер. Заслуженный мастер спорта Республики Беларусь (ум. в 2024).
- 19 апреля — Хейден Кристенсен, канадский актёр.
- 25 апреля — Фелипе Масса, бразильский автогонщик.
- 28 апреля — Джессика Альба, американская актриса.
- 30 апреля — Пётр Налич, российский певец

### Май
- 1 мая — Александр Глеб, белорусский футболист, полузащитник.
- 5 мая — Крейг Дэвид, британский певец и автор песен.
- 8 мая
  - Потап, украинский певец, рэпер, музыкальный продюсер, композитор, поэт, режиссёр, сценарист, телеведущий.
  - Юрий Богданов, российский журналист и телеведущий канала «Россия-24».
- 12 мая — Рами Малек, американский актёр кино и телевидения египетского происхождения.
- 15 мая
  - Патрис Эвра, французский футболист сенегальского происхождения, защитник.
  - Зара Филлипс, член британской королевской семьи, второй ребёнок и единственная дочь принцессы Анны.
- 20 мая — Икер Касильяс, испанский футболист, голкипер.
- 29 мая — Андрей Аршавин, российский футболист, заслуженный мастер спорта России.
- 30 мая — Мария Берсенева, российская актриса театра и кино.

### Июнь
- 2 июня — Николай Давыденко, российский теннисист, обладатель Кубка Дэвиса 2006 года.
- 7 июня
  - Анна Курникова, российская теннисистка и фотомодель.
  - Лариса Олейник, американская актриса украинского происхождения.
  - Данила Шарапов, российский медиаменеджер, продюсер, генеральный директор кинокомпании «Медиаслово».
- 8 июня — Дарья Жукова, российский предприниматель, дизайнер и модельер, коллекционер.
- 9 июня — Натали Портман, американская кино- и театральная актриса израильского происхождения, кинорежиссёр
- 10 июня — Алехандро Домингес, аргентинский футболист.
- 12 июня
  - Виталий Майборода, подполковник ФСБ, Герой Российской Федерации (посмертно, погиб в 2013).
  - Адриана Лима, бразильская супермодель.
- 13 июня — Крис Эванс, американский актёр кино и телевидения.
- 26 июня
  - Анна Синякина, российская актриса театра и кино.
  - Наталья Антюх, российская легкоатлетка, неоднократная чемпионка мира и Европы, олимпийская чемпионка (2012), заслуженный мастер спорта России.
- 28 июня — Джон Уоттс, американский кинорежиссёр, сценарист и продюсер.
- 30 июня — Барбора Шпотакова, чешская легкоатлетка, неоднократная чемпионка мира и Европы, двукратная олимпийская чемпионка (2008, 2012).

### Июль
- 3 июля — Родион Газманов, советский и российский эстрадный певец, музыкант, поэт, актёр, ведущий, телеведущий, предприниматель, финансист и бизнесмен, сын эстрадного певца Олега Газманова.
- 4 июля — Юлия Зимина, российская телеведущая и актриса.
- 6 июля — Роман Широков, полузащитник и капитан сборной России по футболу.
- 8 июля — Анастасия Мыскина, российская теннисистка, заслуженный мастер спорта России.
- 15 июля
  - Тейлор Кинни, американский актёр и модель.
  - Ференц Бернат, венгерский гитарист, композитор, кандидат искусствоведения, Посол Мира
- 18 июля — Татьяна Ремезова, российская телеведущая и журналистка.
- 21 июля
  - Хоакин Санчес, испанский футболист, полузащитник клуба Реал Бетис.
  - Палома Фейт, британская автор-исполнительница и актриса.
- 24 июля — Найиб Букеле, президент Сальвадора с 2019 года.
- 29 июля — Фернандо Алонсо, испанский автогонщик, двукратный чемпион мира (2005, 2006) в классе Формула-1.
- 31 июля — М. Шадоус, вокалист американской метал-группы Avenged Sevenfold.

### Август
- 4 августа — Меган, герцогиня Сассекская, супруга Гарри, герцога Сассекского; бывшая американская актриса и фотомодель.
- 6 августа — Ирина Рахманова, российская актриса.
- 7 августа — Илья Куликов, российский кинорежиссёр, сценарист и продюсер.
- 8 августа
  - Роджер Федерер, швейцарский теннисист, 17-кратный победитель турниров Большого Шлема.
  - Харель Скаат, израильский певец, автор песен.
- 14 августа — Наталья Карпа, певица, заслуженная артистка Украины.
- 19 августа — Михаил Башкатов, российский актёр театра, кино,  телевидения и дубляжа, телеведущий.
- 20 августа
  - Бен Барнс, английский актёр.
  - Александр Блинов, российский стрелок из пневматической винтовки, специалист по стрельбе по движущейся мишени. Серебряный призёр летних Олимпийских игр 2004 года. Заслуженный мастер спорта России (2004).
- 25 августа — Дмитрий Жидков, гвардии капитан ВДВ РФ, Герой Российской Федерации (посмертно, погиб в 2005).
- 30 августа — Даниил Воробьёв, российский актёр и режиссёр.

### Сентябрь
- 2 сентября — Алексей Чадов, российский актёр.
- 3 сентября — Евгения Брик, российская актриса театра и кино (ум. в 2022).
- 4 сентября — Бейонсе, американская певица, актриса, продюсер.
- 11 сентября — Дилан Клиболд, американский убийца устроивший массовое убийство в школе «Колумбайн» (ум. в  1999)
- 12 сентября — Дженнифер Хадсон, американская актриса и певица.
- 16 сентября — Алексис Бледел, американская актриса.
- 21 сентября — Николь Ричи, американская актриса, певица, продюсер, фотомодель и дизайнер.
- 24 сентября — Анастасия Цветаева, российская актриса.
- 26 сентября
  - Дмитрий Серков, российский военнослужащий, капитан, Герой Российской Федерации (посмертно, погиб в 2007).
  - Серена Уильямс, американская теннисистка.

### Октябрь
- 1 октября — Руперт Френд, британский актёр и сценарист.
- 2 октября — Таир Мамедов, российский комик, телеведущий, актёр, кинорежиссёр и сценарист. Экс-участник «Comedy Club».
- 3 октября
  - Златан Ибрагимович, шведский футболист, нападающий.
  - Андреас Исакссон, шведский футболист, вратарь.
- 14 октября — Руслан Алехно, белорусский эстрадный певец и музыкант.
- 18 октября — Милан Барош, чешский футболист, нападающий.
- 21 октября
  - Роман Русинов, российский автогонщик, пилот и менеджер команды G-Drive Racing в гонках на выносливость, основатель автомобильной марки Rossa.
  - Неманья Видич, сербский футболист, защитник.
- 30 октября — Иванка Трамп, американская бизнесвумен, фотомодель и писательница, дочь президента США Дональда Трампа.
- 31 октября — Фрэнк Айеро, гитарист американской панк-рок группы My Chemical Romance.

### Ноябрь
- 2 ноября — Татьяна Тотьмянина, российская фигуристка, олимпийская чемпионка, заслуженный мастер спорта России.
- 5 ноября — Ксения Собчак, российская телеведущая.
- 7 ноября — Татьяна Арно, российская телеведущая.
- 8 ноября — Александр Асташёнок, российский музыкант и актёр, экс-солист группы «Корни» (2002—2010), победитель первой «Фабрики звёзд».
- 9 ноября — Иван Стебунов, российский актёр театра и кино.
- 11 ноября
  - Наталья Глебова, «Мисс Вселенная-2005».
  - Гийом, наследник трона Люксембурга, сын великого герцога Люксембургского Анри и Марии-Терезы Местре.
- 13 ноября — Кирстен Прайс, американская модель и актриса.
- 17 ноября — Бояна Новакович, сербская и австралийская актриса.
- 18 ноября — Эмилия Спивак, российская актриса театра и кино.
- 20 ноября — Юко Кавагути, американская, японская, впоследствии российская фигуристка, двукратная чемпионка Европы, вице-чемпионка мира среди юниоров.
- 25 ноября — Хаби Алонсо, испанский футболист, полузащитник.
- 26 ноября — Наташа Бедингфилд, британская поп-певица.
- 28 ноября — Екатерина Гринчевская, российская телеведущая и тележурналист канала «Россия-24».
- 30 ноября — Ольга Красько, российская актриса.

### Декабрь
- 2 декабря — Бритни Спирс, американская певица, парфюмер, хореограф, фотомодель и композитор.
- 3 декабря — Давид Вилья, испанский футболист, нападающий.
- 10 декабря — Паула Весала, финская певица.
- 13 декабря — Эми Ли, вокалистка группы Evanescence.
- 15 декабря
  - Роман Павлюченко, российский футболист.
  - Мишель Докери, английская актриса и певица.
- 16 декабря
  - Ольга Медынич, российская актриса театра и кино.
  - Кристен Риттер, американская актриса и модель.
- 18 декабря — Джош Даллас, американский актёр кино и телевидения.
- 23 декабря — Анастасия Макеева, российская актриса, певица, модель, телеведущая.
- 24 декабря — Дима Билан, российский певец.
- 27 декабря — Эмили де Рэвин, австралийская киноактриса.
- 28 декабря
  - Халид Буларуз, нидерландский футболист.
  - Сиенна Миллер, британо-американская актриса.
- 30 декабря — Пётр Рыков, российский актёр театра и кино, модель, телеведущий.

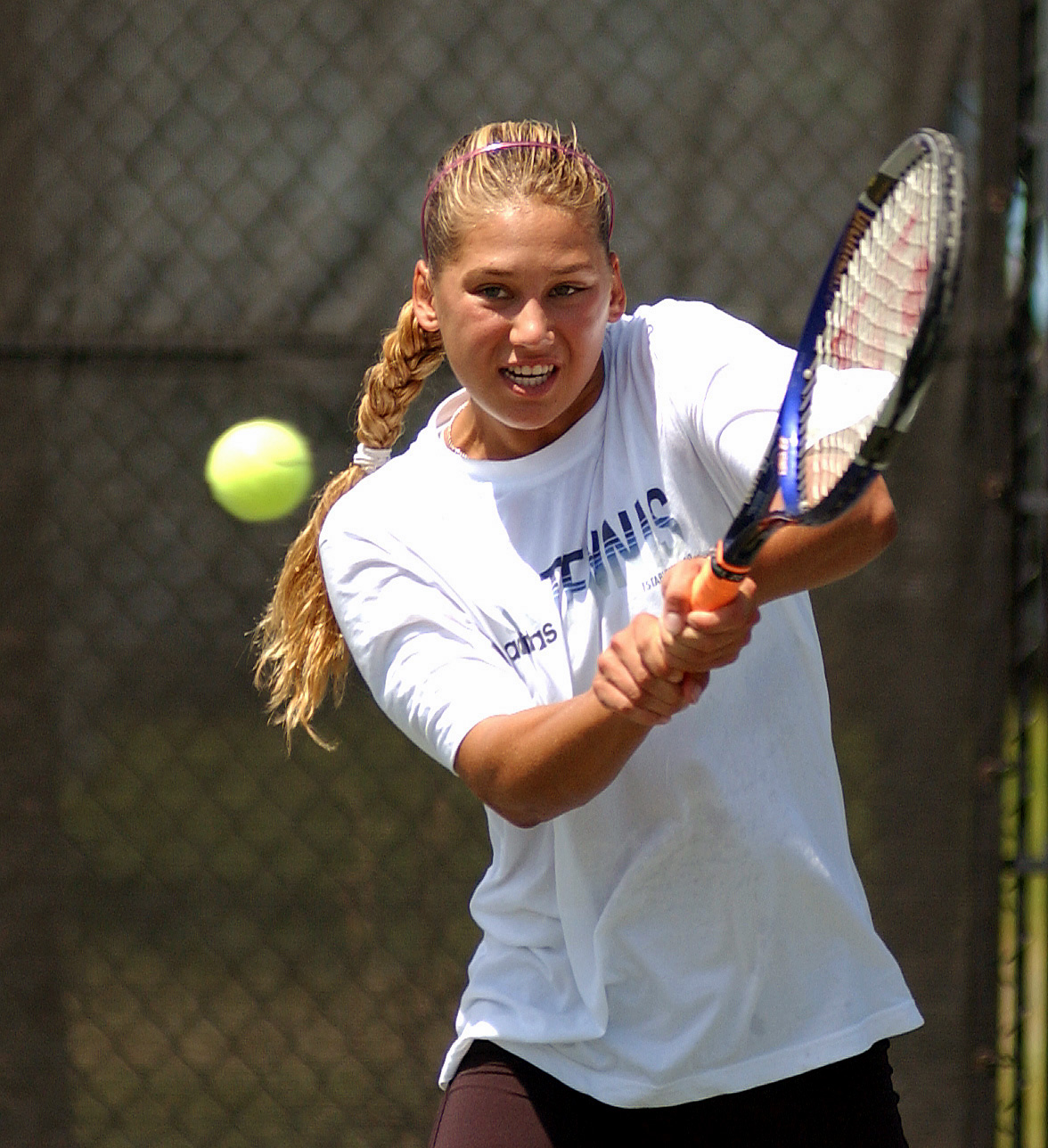
Анна Курникова
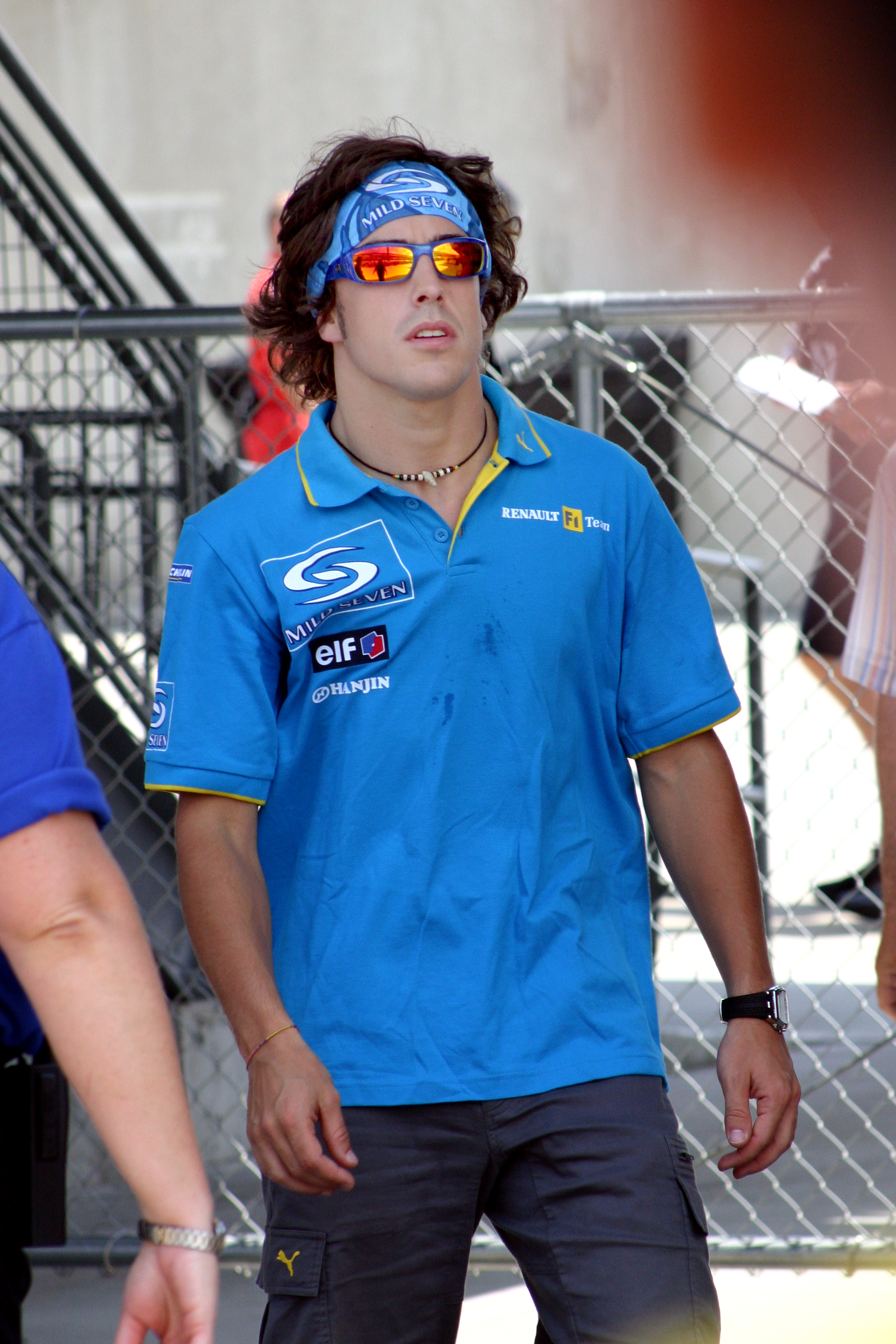
Фернандо Алонсо
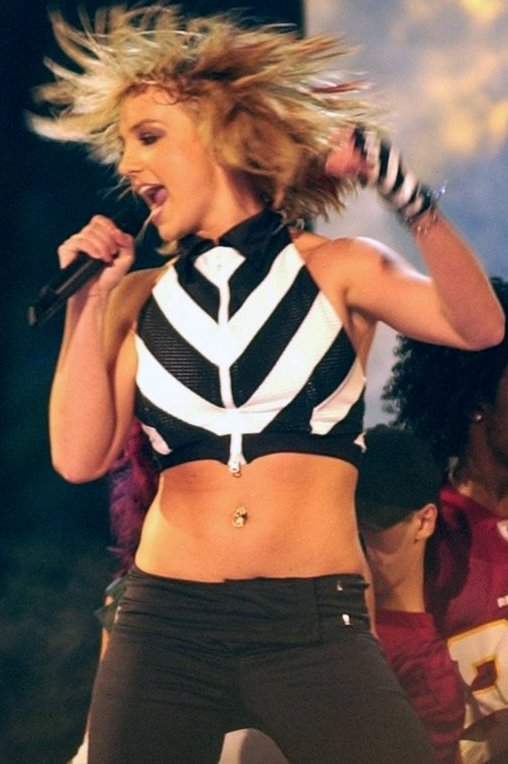
Бритни Спирс
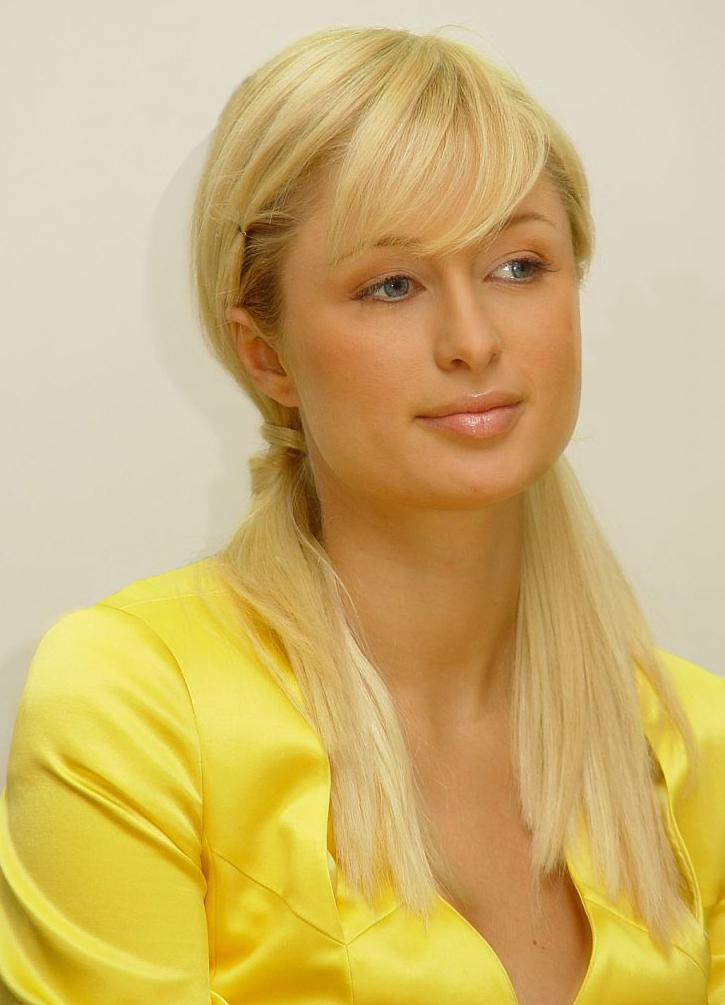
Пэрис Хилтон
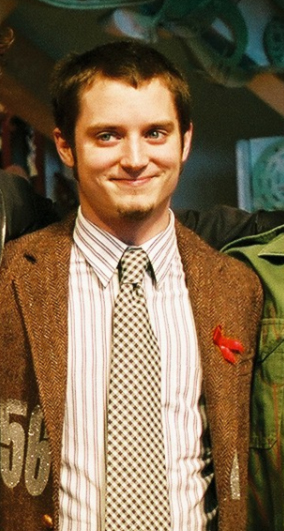
Элайджа Вуд
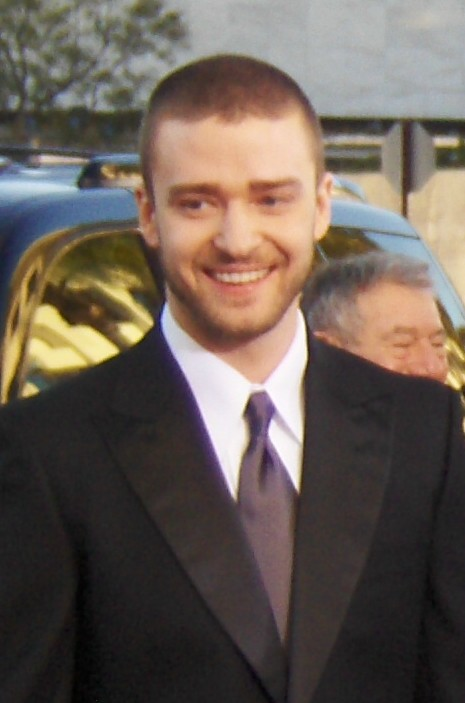
Джастин Тимберлейк

## Скончались
См. также: Категория:Умершие в 1981 году
- 23 января — Роман Руденко, Генеральный прокурор СССР.
- 19 февраля — Рюрик Ивнев, русский поэт, прозаик, переводчик.
- 3 марта — Олег Даль — советский актёр театра и кино.
- 21 марта — Марк Донской — советский кинорежиссёр.
- 28 марта
  - Николай Тимофеев-Ресовский — советский генетик.
  - Юрий Трифонов — советский писатель.
- 1 апреля — Агния Барто — советская поэтесса.
- 6 мая — Владимир Судец — советский военачальник, маршал авиации.
- 11 мая — Боб Марли — американский певец.
- 25 мая — Георг Мальмстен, финский певец, композитор и актёр.
- 30 мая — Зиаур Рахман, президент Бангладеш (убит в должности)..
- 12 июля — Борис Полевой — советский писатель.
- 17 июля — Сергей Наровчатов — поэт.
- 31 июля — Омар Торрихос — многолетний лидер Панамы.
- 27 августа — Валерий Харламов — советский хоккеист.
- 1 сентября — Альберт Шпеер — рейхсминистр вооружений и военной промышленности нацистской Германии.
- 8 сентября
  - Александр Огнивцев — советский оперный певец (бас).
  - Хидэки Юкава — японский физик-теоретик.
- 9 сентября — Жак Лакан — французский психоаналитик.
- 23 сентября — Александр Старостин — советский футболист.
- 29 сентября — Билл Шенкли — шотландский футболист, тренер.
- 2 октября — Павел Нилин — советский писатель, кинодраматург.
- 29 октября — Дмитрий Чечулин — советский архитектор.
- 18 ноября — Алексей Окладников — советский археолог.
- 10 декабря — Зоя Фёдорова — советская актриса.
- 15 декабря — Михаил Жаров — советский актёр театра и кино, народный артист СССР.

## Нобелевские премии
- Физика — Николас Бломберген и Артур Леонард Шавлов — «За вклад в развитие лазерной спектроскопии», Кай Сигбан — «За вклад в развитие электронной спектроскопии высокого разрешения».
- Химия — Кэнъити Фукуи, Роалд Хоффман — «За разработку теории протекания химических реакций».
- Медицина и физиология — Торстен Нильс Визел, Дэвид Хантер Хьюбел и Роджер Уолкотт Сперри — «За открытия, касающиеся функциональной специализации полушарий головного мозга».
- Экономика — Джеймс Тобин — «За анализ состояния финансовых рынков и их влияния на политику принятия решений в области расходов, на положение с безработицей, производством и ценами».
- Литература — Элиас Канетти — «За огромный вклад в литературу, высветивший значение человеческой совести».
- Премия мира — Управление Верховного комиссара ООН по делам беженцев — «За неустанные и зачастую неблагодарные попытки оказать помощь беженцам и привлечь внимание властей к их нуждам».